# Diasemopsis fasciata
Diasemopsis fasciata är en tvåvingeart som först beskrevs av Gray 1832.  Diasemopsis fasciata ingår i släktet Diasemopsis och familjen Diopsidae. Inga underarter finns listade i Catalogue of Life.